# Clapiers
Clapiers – miejscowość i gmina we Francji, w regionie Oksytania, w departamencie Hérault.
Według danych na rok 1990 gminę zamieszkiwało 3478 osób, a gęstość zaludnienia wynosiła 452 osoby/km² (wśród 1545 gmin Langwedocji-Roussillon Clapiers plasuje się na 103. miejscu pod względem liczby ludności, natomiast pod względem powierzchni na miejscu 874.). Bliźniaczą gminą dla Clapiers jest Celestynów w województwie mazowieckim.